# 应急管理部森林消防局
应急管理部森林消防局，是已撤销的中华人民共和国应急管理部负责森林消防事务的直属机构。该局负责指导全国森林消防工作，管理国家综合性森林消防队伍，担负着全国1.65亿亩森林草原的执勤和防灭火任务。
2023年1月6日，应急管理部消防救援局和森林消防局合并成立国家消防救援局，原应急管理部森林消防局撤销。

## 历史
1948年，东北行政委员会发布《为组织护林武装由》，通令组建合江、龙江、松江、吉林省护林队等四支武装护林队，清剿林区散匪，保护林区作业安全。1953年，中央人民政府政务院、中央人民政府人民革命军事委员会决定，东北、内蒙古各护林队改称护林警察队，隶属经济警察系统。
1962年5月8日，中华人民共和国林业部下发林经字第180号文件，同意在重点偏远地区恢复设立森林警察，任务是森林巡护、消防，修建防火设施，保护森林资源。
1984年5月3日，中华人民共和国劳动人事部下发《关于林业公安体制问题的通知》，武装森林警察列入人民武装警察序列，实行双重领导，以地方为主的体制。经国务院、中央军委批准，武装森林警察部队自1978年起实行义务兵役制，连以下干部、士兵实行现役制，营以上干部及部分警士仍旧实行职业制。
1988年，经国务院、中央军委批准，森林部队列入中国人民武装警察部队序列，全部实行现役制，接受武警总部和国家林业局双重领导。
1999年8月4日，中国人民武装警察部队森林部队指挥部在北京举行成立大会。深化党和国家机构改革前，原中国人民武装警察部队森林部队指挥部下设司令部、政治部、后勤部。
2018年3月17日，第十三届全国人民代表大会第一次会议通过了《第十三届全国人民代表大会第一次会议关于国务院机构改革方案的决定》，批准《国务院机构改革方案》。方案规定，“组建应急管理部。将国家安全生产监督管理总局的职责，国务院办公厅的应急管理职责，公安部的消防管理职责，民政部的救灾职责，国土资源部的地质灾害防治、水利部的水旱灾害防治、农业部的草原防火、国家林业局的森林防火相关职责，中国地震局的震灾应急救援职责以及国家防汛抗旱总指挥部、国家减灾委员会、国务院抗震救灾指挥部、国家森林防火指挥部的职责整合，组建应急管理部，作为国务院组成部门。中国地震局、国家煤矿安全监察局由应急管理部管理。公安消防部队、武警森林部队转制后，与安全生产等应急救援队伍一并作为综合性常备应急骨干力量，由应急管理部管理。不再保留国家安全生产监督管理总局。”
4月16日，应急管理部正式挂牌。7月30日，中共中央办公厅、国务院办公厅印发《应急管理部职能配置、内设机构和人员编制规定》。其中规定，“应急管理部负责管理消防救援队伍、森林消防队伍两支国家综合性应急救援队伍，承担相关火灾防范、火灾扑救、抢险救援等工作，设立消防救援局、森林消防局，分别作为消防救援队伍、森林消防队伍的领导指挥机关。”
9月5日，《综合性消防救援队伍消防救援衔条例（草案）》在中国人大网公布并征求意见30日。草案显示，国家综合性消防救援队伍消防救援衔按照管理指挥干部、专业技术干部和消防员分别设置，管理指挥干部消防救援衔设三等十一级，消防员消防救援衔设三等八级。
9月25日，国务院办公厅印发《国务院办公厅关于调整成立国家森林草原防灭火指挥部的通知》，决定将国家森林防火指挥部调整为国家森林草原防灭火指挥部。其中，应急部森林消防局负责人徐平任指挥部成员，表明应急管理部森林消防局已经成立。
9月29日，中国人民武装警察部队森林部队转制移交应急管理部，武警森林部队官兵正式退出现役。根据《深化党和国家机构改革方案》，武警森林部队改革采取按照先移交、后整编的方式，整体移交应急管理部，官兵集体转业改编为非现役专业队伍。
10月10日，应急管理部发布国家综合性消防救援队伍改革过渡期身份标识牌。应急管理部决定，自2018年10月10日零时起，至国家综合性消防救援队伍制式服装配发前，原公安消防部队、武警森林部队和警种学院人员停止使用武警部队制式服装和标识服饰，统一穿着无武警标识的作训服，并在作训服左兜盖上方佩带消防救援队伍身份标识牌。
10月18日，国务院办公厅印发《组建国家综合性消防救援队伍框架方案》，并指出，“森林消防总队以下单位保持原建制。根据需要，组建承担跨区域应急救援任务的专业机动力量。国家综合性消防救援队伍由应急管理部管理，实行统一领导、分级指挥。”应急管理部森林消防局下辖9个森林消防总队、1个机动支队和1个直升机支队，驻守在全国13个省级行政区。
10月26日，第十三届全国人大常委会第六次会议表决通过《中华人民共和国消防救援衔条例》，于2018年10月27日起施行。
2019年11月18日，中央机构编制委员会办公室发出《中央编办关于印发应急管理部消防救援局、森林消防局“三定”规定和消防救援队伍、森林消防队伍总队及以下单位机构编制方案的通知》（中央编办发〔2019〕231号），规定应急部森林消防局是森林消防队伍的领导指挥机关，暂不明确队伍行政级别。决定自2018年8月22日起的三年内为试行磨合期。
2023年1月6日，应急管理部消防救援局和应急管理部森林消防局合并，成立国家消防救援局。

## 职责
根据《应急管理部森林消防局职能配置、内设机构和人员编制规定》，应急管理部森林消防局承担下列职能：
1. 组织指导森林和草原火灾扑救、抢险救援、特种灾害救援等综合性应急救援任务，负责指挥调度相关救援行动。
2. 组织指导森林和草原火灾预防、消防监督执法以及火灾事故调查处理相关工作。
3. 负责森林消防队伍综合性消防救援预案编制、战术研究，组织指导执勤备战、训练演练等工作。
4. 负责森林消防队伍建设、管理和森林消防应急救援专业队伍规划、建设与调度指挥。组织指导社会森林和草原消防力量建设，参与组织协调动员各类社会救援力量参加救援任务。
5. 组织指导森林和草原消防安全宣传教育工作。
6. 管理森林消防队伍事业单位。
7. 完成应急管理部交办的跨区域应急救援等其他任务。

## 机构设置
根据《应急管理部森林消防局职能配置、内设机构和人员编制规定》，应急部森林消防局垂直管理机构由应急部与所在省（区、市）政府双重领导。应急管理部森林消防局设置下列机构：

### 内设机构
- 办公室
- 指挥中心
- 作战训练处
- 特种灾害救援处
- 信息通信处
- 航空处
- 防火监督处
- 机关党委（组织处）
- 干部处
- 队务处
- 教育宣传处
- 纪检督察处（巡视工作办公室）
- 审计处
- 后勤处
- 装备处
- 财务处
- 灭火救援指挥部
- 政治部

### 垂直管理机构
- 黑龙江省森林消防总队
- 吉林省森林消防总队
- 内蒙古自治区森林消防总队
- 云南省森林消防总队
- 四川省森林消防总队
- 西藏自治区森林消防总队
- 新疆维吾尔自治区森林消防总队
- 甘肃省森林消防总队
- 福建省森林消防总队

### 直属机构
- 应急管理部森林消防局机动支队
- 应急管理部森林消防局训练支队
- 应急管理部森林消防局大庆航空救援支队
- 应急管理部森林消防局昆明航空救援支队
- 应急管理部森林消防局应急通信保障大队
- 应急管理部森林消防局应急车辆勤务大队

### 直属（管理）事业单位
- 应急管理部森林防火预警监测信息中心

## 业务
在经历武装护林队、护林警察、森林警察、武装森林警察部队、武警森林警察部队和武警森林部队6次调整变化期间，国家森林消防力量先后参加灭火战斗1.6万余次，完成执勤任务4.3万余次，236个单位和个人被各级授予荣誉称号，92个单位和个人荣立一等功。
应急管理部有关负责人在答记者问时表示，“中央改革方案中专门明确，要采取符合消防救援队伍自身特点的职务职级序列和管理办法，提高职业荣誉感，保持有生力量和战斗力。根据中央改革部署，公安消防部队、武警森林部队转制后，作为综合性常备应急骨干力量，定位为应急救援主力军和国家队”。 

## 历任领导
| 局长 - 徐平 消防救援副总监（2018年7月30日－2019年11月14日，森林消防局司令员） - 徐平 消防救援副总监（2019年11月14日－2023年1月6日） 副局长 - 闫鹏 消防救援助理总监（2018年7月30日－2019年11月14日，森林消防局副司令员） - 闫鹏 消防救援助理总监（2019年11月14日－2023年1月6日） - 彭小国 消防救援助理总监（2018年－2023年1月6日） 参谋长 - 彭小国 消防救援助理总监（2018年－2019年11月14日） | 政治委员 - 戴建国 消防救援副总监（2018年－2019年） - 单于广 消防救援副总监（2019年－2023年1月6日） 政治部主任 - 郭小平 消防救援助理总监（2019年－2023年1月6日） |